# Cymatophora excurvaria
Cymatophora excurvaria là một loài bướm đêm trong họ Geometridae.